# Gabriel Valdés
Pour les articles homonymes, voir Valdés et Famille Subercaseaux.
Pour les articles homonymes, voir Valdés.
Gabriel Valdés Subercaseaux (né le 3 juillet 1919 à Santiago du Chili – mort dans la même ville le 7 septembre 2011 ) est un diplomate et homme politique chilien.

## Biographie

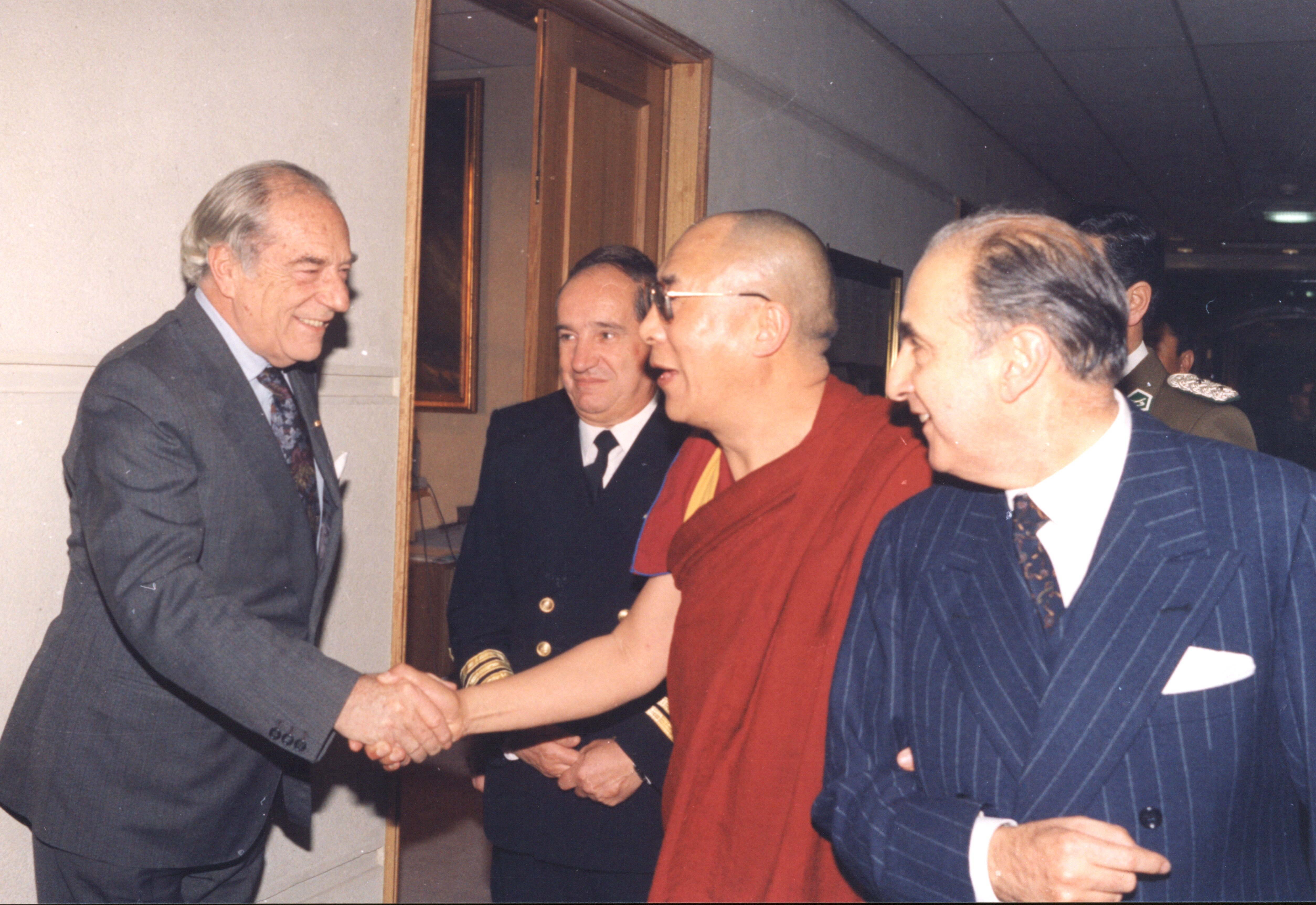
Gabriel Valdés Subercaseaux avec le 14e dalaï-lama en 1992.

## Fonctions
- De 1964 à 1970 : ministre des Affaires étrangères.
- De 1982 à 1987 : président du Parti démocrate chrétien.
- De 1990 à 1996 : président du Sénat.